# Lindebergia
Lindebergia är ett släkte av tvåvingar. Lindebergia ingår i familjen fjädermyggor.
Kladogram enligt Catalogue of Life:
| Lindebergia | \| \| Lindebergia bothnica \| \| \| \| \| \| Lindebergia kadamtullaensis \| \| \| \| |
|             | \| \| Lindebergia bothnica \| \| \| \| \| \| Lindebergia kadamtullaensis \| \| \| \| |
|             | Lindebergia bothnica                                                                 |
|             |                                                                                      |
|             | Lindebergia kadamtullaensis                                                          |
|             |                                                                                      |